# Mady Rahl
Mady Rahl (născută Edith Gertrud Meta Raschke la 3 ianuarie 1915, Neukölln lângă Berlin, azi Berlin - Neukölln - d. 29 august 2009, München - Bogenhausen), a fost o actriță germană de teatru și film, sincronizatoare și cântăreață de  chanson.

## Filmografie selectivă
- 1954 Culisele varieteului (Drei vom Varieté), regia Kurt Neumann
- 1960 Ofițer pentru o zi (Der Hauptmann von Köpenick), regia Rainer Wolffhardt (film TV)